# Córrego Caeté
Córrego Caeté är ett vattendrag i Brasilien.   Det ligger i delstaten Santa Catarina, i den södra delen av landet, 1 300 km söder om huvudstaden Brasília.
I omgivningarna runt Córrego Caeté växer i huvudsak städsegrön lövskog. Runt Córrego Caeté är det tätbefolkat, med 383 invånare per kvadratkilometer.